# Dichloorbenzeen
Een dichloorbenzeen is een organische verbinding met als brutoformule C6H4Cl2. De stof is opgebouwd uit een benzeenring met 2 chlooratomen. Er bestaan 3 isomeren:
- 1,2-dichloorbenzeen (o-dichloorbenzeen)
- 1,3-dichloorbenzeen (m-dichloorbenzeen)
- 1,4-dichloorbenzeen (p-dichloorbenzeen)

De chemische verschillen tussen de verbindingen zijn klein. In de fysische eigenschappen is vooral het verschil in dipoolmoment opvallend.

Structuurformule van 1,2-dichloorbenzeen
Structuurformule van 1,3-dichloorbenzeen
Structuurformule van 1,4-dichloorbenzeen

Difluorbenzeen · Dichloorbenzeen · Dibroombenzeen · Di-joodbenzeen